# Alfredo Ugarte
Alfredo Ugarte (ur. w 1903) – chilijski lekkoatleta, płotkarz. Uczestnik Igrzysk Olimpijskich 1924 i 1928, trzykrotny srebrny medalista mistrzostw Ameryki Południowej.
Podczas Igrzysk Olimpijskich w Paryżu i w Amsterdamie w 1924 i 1928 roku startował w biegach na 110 m przez płotki. Za każdym razem zajmował 3. miejsce w swoim biegu eliminacyjnym i odpadał z rywalizacji już po pierwszej rundzie.
Trzykrotnie (w latach 1926, 1927 oraz 1929) zdobywał również srebrne medale w biegu na 110 m przez płotki na lekkoatletycznych Mistrzostwach Ameryki Południowej. W tej samej konkurencji zdobył także brąz podczas nieoficjalnych lekkoatletycznych Mistrzostw Ameryki Południowej w 1931 roku.
Rekord życiowy zawodnika w biegu na 110 m przez płotki wynosi 15,4 s. Wynik ten został osiągnięty w 1929 roku.